# Campionato svizzero di pallamano maschile
Il campionato svizzero di pallamano maschile è l'insieme dei tornei istituiti ed organizzati dalla Federazione Svizzera di Pallamano.

La prima stagione si disputò nel 1949; dall'origine a tutto il 2025 si sono tenute 76 edizioni del torneo.

La squadra che vanta il maggior numero di campionati vinti è il Grasshopper-Club con 21 titoli; a seguire c'è il Kadetten Schaffhausen con 15.

L'attuale squadra campione in carica è il Kadetten Schaffhausen che ha vinto l'edizione 2024-25 del campionato precedendo il BSV Berna.

Il torneo di primo livello del campionato è denominato Nationalliga A.

## Nationalliga A
La Nationalliga A è il massimo campionato maschile e si svolge tra 10 squadre.

Si compone di una stagione regolare in cui i club si affrontano in un girone all'italiana con partite di andata e ritorno; successivamente vengono disputati i play-off per il titolo e i play-out per la retrocessione.

La squadra 1ª classificata al termine della stagione è proclamata campione di Svizzera.

La squadra classificata al 10º posto in classifica retrocede in Nationalliga B, la seconda divisione del campionato, nella stagione successiva.

## Statistiche

### Albo d'oro
| Edizione    | Vincitore            | N° Titolo            | 2º classificato      | Note                 |
| ----------- | -------------------- | -------------------- | -------------------- | -------------------- |
| 1949-50     | Grasshoppers         | 1º titolo            |                      |                      |
| 1950-51     | Grasshoppers         | 2º titolo            |                      |                      |
| 1951-52     | Grasshoppers         | 3º titolo            |                      |                      |
| 1952-53     | STV Rorschach        | 1º titolo            |                      |                      |
| 1953-54     | Grasshoppers         | 4º titolo            |                      |                      |
| 1954-55     | Grasshoppers         | 5º titolo            |                      |                      |
| 1955-56     | Grasshoppers         | 6º titolo            |                      |                      |
| 1956-57     | Grasshoppers         | 7º titolo            |                      |                      |
| 1957-58     | BTV San Gallo        | 1º titolo            |                      |                      |
| 1958-59     | BTV San Gallo        | 2º titolo            |                      |                      |
| 1959-60     | Basel 1879           | 1º titolo            | Grasshoppers         |                      |
| 1960-61     | Bern Muri            | 1º titolo            |                      |                      |
| 1961-62     | Grasshoppers         | 8º titolo            |                      |                      |
| 1962-63     | Grasshoppers         | 9º titolo            |                      |                      |
| 1963-64     | Grasshoppers         | 10º titolo           |                      |                      |
| 1964-65     | Grasshoppers         | 11º titolo           |                      |                      |
| 1965-66     | Grasshoppers         | 12º titolo           |                      |                      |
| 1966-67     | ATV Basilea          | 1º titolo            | Grasshoppers         |                      |
| 1967-68     | Grasshoppers         | 13º titolo           | Basel 1879           |                      |
| 1968-69     | Grasshoppers         | 14º titolo           | Bern Muri            |                      |
| 1969-70     | Grasshoppers         | 15º titolo           | BTV San Gallo        |                      |
| 1970-71     | St. Otmar San Gallo  | 1º titolo            | Grasshoppers         |                      |
| 1971-72     | ATV Basilea          | 2º titolo            | Pfadi Winterthur     |                      |
| 1972-73     | St. Otmar San Gallo  | 2º titolo            | Bern Muri            |                      |
| 1973-74     | St. Otmar San Gallo  | 3º titolo            | ZMC Amicitia         |                      |
| 1974-75     | Grasshoppers         | 16º titolo           | Bern Muri            |                      |
| 1975-76     | Grasshoppers         | 17º titolo           | St. Otmar San Gallo  |                      |
| 1976-77     | Grasshoppers         | 18º titolo           | ZMC Amicitia         |                      |
| 1977-78     | Zofingen             | 1º titolo            | Grasshoppers         |                      |
| 1978-79     | Grasshoppers         | 19º titolo           | Bern Muri            |                      |
| 1979-80     | Bern Muri            | 2º titolo            | Grasshoppers         |                      |
| 1980-81     | St. Otmar San Gallo  | 4º titolo            | Bern Muri            |                      |
| 1981-82     | St. Otmar San Gallo  | 5º titolo            | Bern Muri            |                      |
| 1982-83     | Zofingen             | 2º titolo            | Grasshoppers         |                      |
| 1983-84     | Basel 1879           | 2º titolo            | St. Otmar San Gallo  |                      |
| 1984-85     | Bern Muri            | 3º titolo            | ZMC Amicitia         |                      |
| 1985-86     | St. Otmar San Gallo  | 6º titolo            | ZMC Amicitia         |                      |
| 1986-87     | ZMC Amicitia         | 1º titolo            | Bern Muri            |                      |
| 1987-88     | ZMC Amicitia         | 2º titolo            | Pfadi Winterthur     |                      |
| 1988-89     | ZMC Amicitia         | 3º titolo            | Grasshoppers         |                      |
| 1989-90     | Grasshoppers         | 20º titolo           | Bern Muri            |                      |
| 1990-91     | Grasshoppers         | 21º titolo           | Basel 1879           |                      |
| 1991-92     | Pfadi Winterthur     | 1º titolo            | Grasshoppers         |                      |
| 1992-93     | Borba Luzern         | 1º titolo            | Pfadi Winterthur     |                      |
| 1993-94     | Pfadi Winterthur     | 2º titolo            | Borba Luzern         |                      |
| 1994-95     | Pfadi Winterthur     | 3º titolo            | Borba Luzern         |                      |
| 1995-96     | Pfadi Winterthur     | 4º titolo            | ZMC Amicitia         |                      |
| 1996-97     | Pfadi Winterthur     | 5º titolo            | St. Otmar San Gallo  |                      |
| 1997-98     | Pfadi Winterthur     | 6º titolo            | Suhr-Aarau           |                      |
| 1998-99     | Suhr-Aarau           | 1º titolo            | St. Otmar San Gallo  |                      |
| 1999-2000   | Suhr-Aarau           | 1º titolo            | Kadetten Sciaffusa   |                      |
| 2000-01     | St. Otmar San Gallo  | 7º titolo            | Pfadi Winterthur     |                      |
| 2001-02     | Pfadi Winterthur     | 7º titolo            | Grasshoppers         |                      |
| 2002-03     | Pfadi Winterthur     | 8º titolo            | Wacker Thun          |                      |
| 2003-04     | Pfadi Winterthur     | 9º titolo            | Grasshoppers         |                      |
| 2004-05     | Kadetten Sciaffusa   | 1º titolo            | Grasshoppers         |                      |
| 2005-06     | Kadetten Sciaffusa   | 2º titolo            | Grasshoppers         |                      |
| 2006-07     | Kadetten Sciaffusa   | 3º titolo            | Grasshoppers         |                      |
| 2007-08     | ZMC Amicitia         | 4º titolo            | Kadetten Sciaffusa   |                      |
| 2008-09     | ZMC Amicitia         | 5º titolo            | Kadetten Sciaffusa   |                      |
| 2009-10     | Kadetten Sciaffusa   | 4º titolo            | ZMC Amicitia         |                      |
| 2010-11     | Kadetten Sciaffusa   | 5º titolo            | Pfadi Winterthur     |                      |
| 2011-12     | Kadetten Sciaffusa   | 6º titolo            | Wacker Thun          |                      |
| 2012-13     | Wacker Thun          | 1º titolo            | Kadetten Sciaffusa   |                      |
| 2013-14     | Kadetten Sciaffusa   | 7º titolo            | Pfadi Winterthur     |                      |
| 2014-15     | Kadetten Sciaffusa   | 8º titolo            | St. Otmar San Gallo  |                      |
| 2015-16     | Kadetten Sciaffusa   | 9º titolo            | Wacker Thun          |                      |
| 2016-17     | Kadetten Sciaffusa   | 10º titolo           | Pfadi Winterthur     |                      |
| 2017-18     | Wacker Thun          | 2º titolo            | Pfadi Winterthur     |                      |
| 2018-19     | Kadetten Sciaffusa   | 11º titolo           | Bern Muri            |                      |
| 2019 - 2020 | Titolo non assegnato | Titolo non assegnato | Titolo non assegnato | Titolo non assegnato |
| 2020-21     | Pfadi Winterthur     | 10º titolo           | Kadetten Sciaffusa   |                      |
| 2021-22     | Kadetten Sciaffusa   | 12º titolo           | Pfadi Winterthur     |                      |
| 2022-23     | Kadetten Sciaffusa   | 13º titolo           | Kriens-Luzern        |                      |
| 2023-24     | Kadetten Sciaffusa   | 14º titolo           | Kriens-Luzern        |                      |
| 2024-25     | Kadetten Sciaffusa   | 15º titolo           | Bern Muri            |                      |

### Riepilogo vittorie per club
| Numero | Club                | Anni |
| ------ | ------------------- | --- |
| 21     | Grasshoppers        | 1949-50, 1950-51, 1951-52, 1953-54, 1954-55, 1955-56, 1956-57, 1961-62, 1962-63, 1963-64 1964-65, 1965-66, 1967-68, 1968-69, 1969-70, 1974-75, 1975-76, 1976-77, 1978-79, 1989-90 1990-91 |
| 15     | Kadetten Sciaffusa  | 2004-05, 2005-06, 2006-07, 2009-10, 2010-11, 2011-12, 2013-14, 2014-15, 2015-16, 2016-17, 2018-19, 2021-22, 2022-23, 2023-24, 2024-25                                                     |
| 10     | Pfadi Winterthur    | 1991-92, 1993-94, 1994-95, 1995-96, 1996-97, 1997-98, 2001-02, 2002-03, 2003-04, 2020-21                                                                                                  |
| 7      | St. Otmar San Gallo | 1970-71, 1972-73, 1973-74, 1980-81, 1981-82, 1985-86, 2000-01 |
| 5      | ZMC Amicitia        | 1986-87, 1987-88, 1988-89, 2007-08, 2008-09 |
| 3      | Bern Muri           | 1960-61, 1979-80, 1984-85 |
| 2      | Wacker Thun         | 2012-13, 2017-18 |
| 2      | Suhr-Aarau          | 1998-99, 1999-00 |
| 2      | Basel 1879          | 1959-60, 1983-84 |
| 2      | Zofingen            | 1977-78, 1982-83 |
| 2      | ATV Basilea         | 1966-67, 1971-72 |
| 2      | BTV San Gallo       | 1957-58, 1958-59 |
| 1      | Borba Luzern        | 1992-93 |
| 1      | STV Rorschach       | 1952-53 |